# 韦克桑地区科尔梅耶
韦克桑地区科尔梅耶（法語：Cormeilles-en-Vexin，法語發音：[kɔʁmɛj ɑ̃ vɛksɛ̃] ⓘ）是法国法蘭西島大區瓦兹河谷省的一个市镇，属于蓬图瓦兹区。

## 地理
韦克桑地区科尔梅耶（49°6'58"N, 2°1'16"E）面积9.56 平方千米，位于法国法蘭西島大區瓦兹河谷省，该省份为法国北部内陆省份，北起瓦兹省，西接厄尔省，南至塞纳-圣但尼省、上塞纳省和伊夫林省，东临塞纳-马恩省。
与韦克桑地区科尔梅耶接壤的市镇（或旧市镇、城区）包括：布雷昂松、阿布莱日、布瓦西莱勒里耶、弗雷梅库尔、热尼库尔、格里西莱普拉特尔、蒙热鲁。

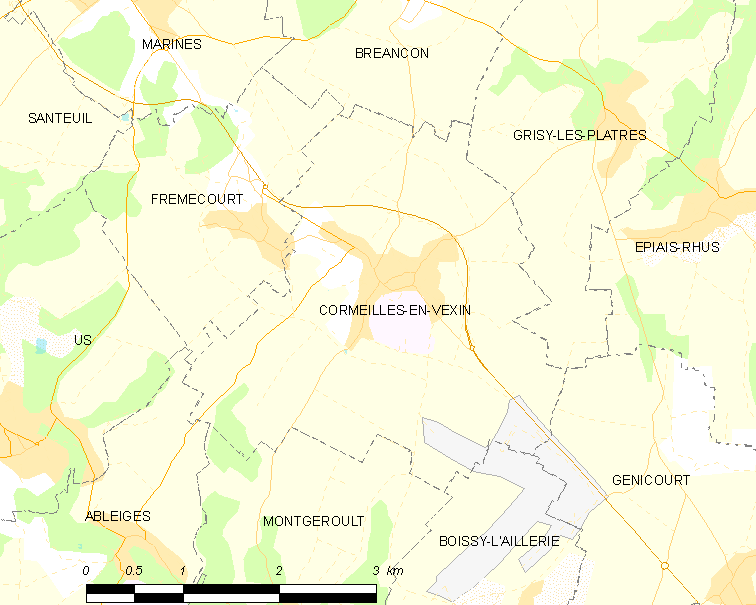
韦克桑地区科尔梅耶的OSM定位图

韦克桑地区科尔梅耶的时区为UTC+01:00、UTC+02:00（夏令时）。

## 行政
韦克桑地区科尔梅耶的邮政编码为95830，INSEE市镇编码为95177。

## 政治
韦克桑地区科尔梅耶所属的省级选区为蓬图瓦兹县。

## 人口

1962-2008年间韦克桑地区科尔梅耶人口变化图示

韦克桑地区科尔梅耶于2022年1月1日时的人口数量为1294人。